# Natacha Nabaina
Natacha Véronique Nabaina (ur. 21 kwietnia 2002) – kameruńska zapaśniczka walcząca w stylu wolnym. Zajęła piąte miejsce na mistrzostwach Afryki w 2023 i 2024. Brązowa medalistka igrzysk frankofońskich w 2023. Dziesiąta na igrzyskach olimpijskich młodzieży w 2018. Trzecia na igrzyskach afrykańskich młodzieży w 2018. Wicemistrzyni Afryki kadetów w 2018 roku. 